# Blechdruck
Blechdruck bezeichnet das Offsetdruckverfahren für den Werkstoff Metall.
Bedruckt wird zumeist Weiß- oder Aluminiumblech. Um die Bleche für den Farbauftrag aufnahmefähiger zu machen, wird vor dem eigentlichen Druck in der Regel eine Lackierung ausgeführt, die je nach Blechart unterschiedlich sein kann.
Zum besseren Vereinzeln am Bogenanleger werden Magnete und Lockerungsbläser eingesetzt. Die in letzter Zeit eingeführten Mehrfarbmaschinen mit vier bis sechs Farben werden vorher entsprechend modifiziert. Die Trocknung der Farben erfolgt in Kettendurchlauföfen 12 Minuten 160 °C bis 180 °C. Bei entsprechender Auswahl der Druckfarben wird die Trocknung auch durch UV-Strahlung ausgeführt. Auf dem deutschen Markt sind vorwiegend Druckmaschinen von Koenig & Bauer MetalPrint (vormals KBA-MetalPrint) im Einsatz.
Zum Schutz bei der Weiterverarbeitung (Dosen, Kronenkorken, Nockendrehverschlüsse) werden die Tafeln mit einem klaren Schutzlack versehen.